# Nisin
Nisin ist ein antibiotisch wirkendes Peptid aus der Gruppe der Lantibiotika (lanthioninhaltige Antibiotika). Es weist ein breites Wirkungsspektrum gegen grampositive Bakterien auf. Nisin wird von dem Milchsäurebakterium Lactococcus lactis produziert. Es kommt in roher Milch vor und gilt für gesunde Menschen als harmlos, da man davon ausgeht, dass es von den Verdauungsenzymen in kurzer Zeit abgebaut wird.

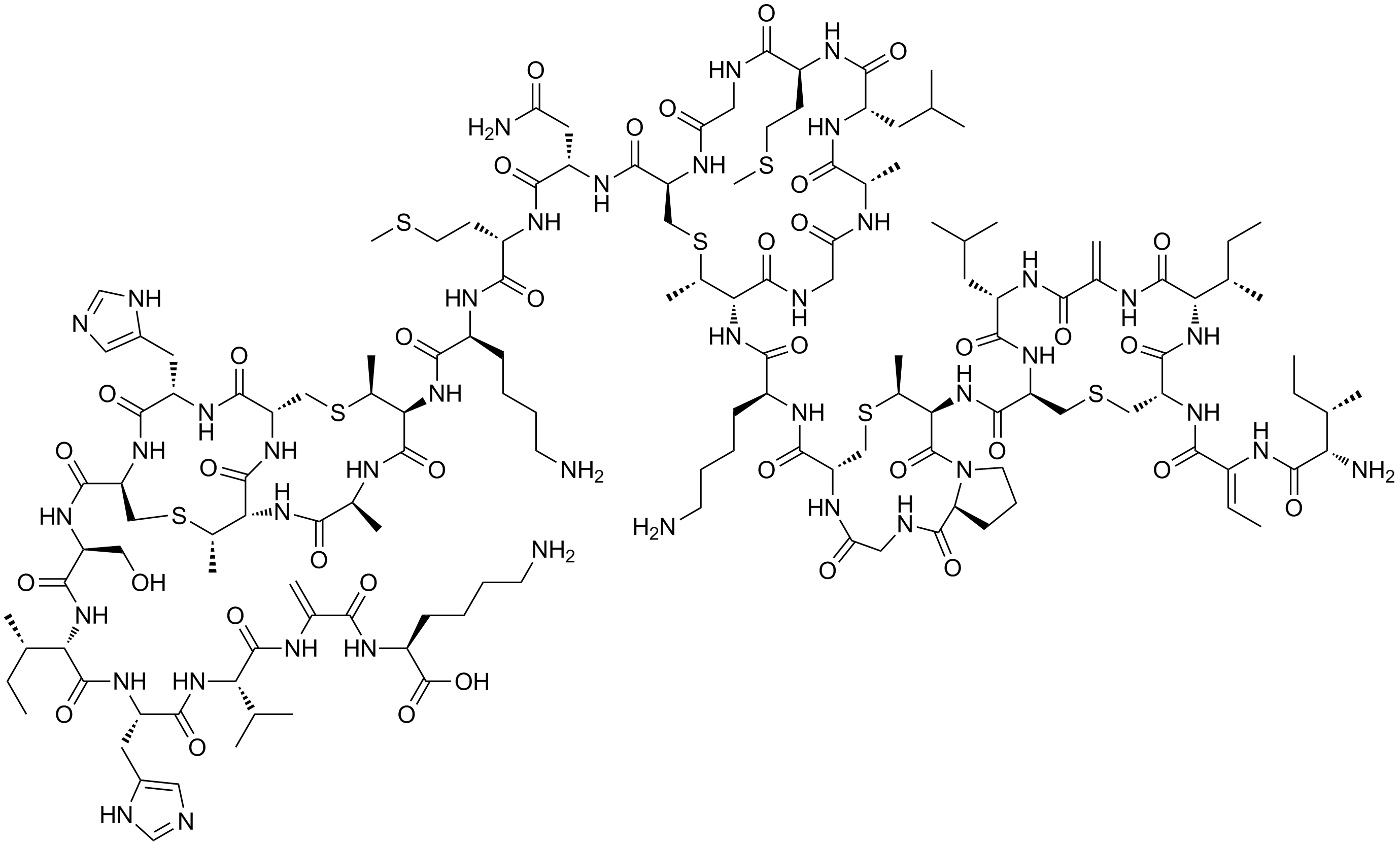
Chemische Formel von Nisin

Wegen seiner antibiotischen Wirkung (nur gegen grampositive Bakterien) ist Nisin zur Konservierung geeignet. Es ist in den meisten europäischen Ländern als Konservierungsstoff für verschiedene Lebensmittel (Pudding, Käse, Schmelzkäse) zugelassen. Als Lebensmittelzusatz hat es die Nummer E 234.
Nisin wird auch in der Humanmedizin und Tiermedizin als Antibiotikum angewendet.
Nisin gehört zur Nisin-Familie der porenbildenden Toxine. Es benutzt Lipid II in der bakteriellen Zellmembran, um eine Pore mit einem Durchmesser von 2 bis 2,5 Nanometer für mehrere Sekunden zu öffnen. Es ist ein Klasse I-Lantibiotikum.

## Analytik
Zur zuverlässigen qualitativen und quantitativen Bestimmung von Nisin in den verschiedenen Untersuchungsmaterialien können die Kopplungen der HPLC mit der Massenspektrometrie oder ELISA-Tests eingesetzt werden.